# Gaultheria tasmanica
Gaultheria tasmanica là một loài thực vật có hoa trong họ Thạch nam. Loài này được (Hook.f.) D.J.Middleton mô tả khoa học đầu tiên năm 1990.